# Unser Schiff kommt von Kukkeia
Unser Schiff kommt von Kukkeia ist ein deutsches Kinderbuch von Benno Pludra, die Illustrationen der Erstausgabe stammen von Kurt Klamann. Es schildert eine Reise des Rostocker Küstenmotorschiffs Hiddensee von Finnland in den Heimathafen. Die Erstausgabe erschien 1962 im Kinderbuchverlag Berlin. 

## Handlung
Die Hiddensee ist ein modernes Küstenmotorschiff und lädt in Kukkeia, einem Flecken östlich von Helsinki, Holz. Die Besatzung besteht aus dem Matrosen Timm, dem Steuermann Jule, weiteren Matrosen, einem Maschinisten und seinem Assistenten, dem Kapitän und einem Leichtmatrosen, zwei Lehrlingen, dem Schiffskoch und dem Steward.
Auf der Rückreise nach Rostock kommt auf der Ostsee Nebel auf. Das Nebelhorn wird eingesetzt. Ein Schoner taucht aus dem Dunst auf und verschwindet wie ein Spuk. Am nächsten Tag erlaubt sonniges Wetter Arbeiten an Deck wie Farbe waschen und Rost klopfen. Der Schiffskoch bereitet das Mittagessen. Es gibt Frikadellen mit Kartoffelmus und Rotkohl sowie Pudding. Frikadellen werden in Sachsen Klopse und in Berlin französisch Buletten genannt, aber am lustigsten klingt Frikadellen.
Bei Einbruch der Dunkelheit werden die Schiffslichter gesetzt: grün an Steuerbord und rot an Backbord sowie weiß an beiden Masten. Am nächsten Tag gerät die „Hiddensee“ in einen schweren Sturm. Der Kapitän hofft, dass die Decksladung aus Holz hält. Auf Gegenkurs liegt ein Tanker, der aufgrund seiner Größe und Ladung ruhig in der See liegt. In der Kombüse fahren die Töpfe Karussell, doch die Holzladung an Deck hält. In der Nordsee funkt ein Schiff SOS, andere Schiffe nehmen Kurs auf den Havaristen: Kein Schiff ist allein, wenn es in Not ist. 
Am nächsten Tag werden Rügen und Kap Arkona gesichtet. Die Besatzung reinigt und streicht weiter das Deck und die Aufbauten. Timm hat Freiwache und liest auf der Holzladung ein Buch. Die Hiddensee begegnet dem polnischen Fahrgastschiff Batory, das auf dem Weg nach Kanada ist. Beim dänischen Gedser-Feuerschiff nimmt der Frachter Kurs auf Warnemünde, wo er den Lotsen an Bord nimmt. Die Hiddensee läuft in den Rostocker Überseehafen ein, der Hafenkapitän bestimmt einen Liegeplatz. Kräne entladen das Holz.
Timm bekommt fünf Tage Urlaub, um seine Eltern zu besuchen. Die nächste Reise führt vielleicht wieder nach Kukkeia, aber möglicherweise auch nach Turku oder Leningrad.

## Ausgaben
Eine zweite Auflage erschien 1966. 1986 erschien ebenfalls im Kinderbuchverlag eine Neuausgabe mit Illustrationen von Uwe Häntsch, eine zweite Auflage 1989 parallel im Hamburger Carlsen Verlag sowie im Kinderbuchverlag. 